# Swamp blues
Swamp blues é um género de blues que se desenvolveu na década de 1950, com base numa versão mais ritmada do Louisiana blues, e inclui influências do blues de Nova Orleães, soul, Cajun Zydeco. Com origem na cidade de Baton Rouge, as suas composições são fortemente marcadas pelo estilo de Jimmy Reed, Lightnin' Hopkins e Muddy Waters. Caracteriza-se por ser um tipo de blues calmo mas ruidoso, em que predomina a guitarra eléctrica, a harmónica e uma bateria com o som mais abafado.

## Principais intérpretes
- Guitar Junior
- Slim Harpo
- Lazy Lester
- Lightnin' Slim
- Nathan Abshire
- Tab Benoit
- Cookie & the Cupcakes
- Joe Hudson
- Lonesome Sundown
- Whispering Smith
- Katie Webster
- Marcia Ball
- Guitar Gable
- Larry Garner
- Silas Hogan
- Jerry "Boogie" McCain
- Kenny Neal
- Rockin' Sidney
- Rockin' Tabby Thomas

## Bibiografia
- Broven, John, South to Louisiana: The Music of the Cajun Bayous (Gretna, La.: Pelican, 1983)